# André Klotzel
André Klotzel (nascut el 30 de juliol de 1954) és un director de cinema, productor i guionista brasiler. Nascut a São Paulo, a Klotzel sempre li va agradar la fotografia i, per tant, la va estudiar a l'Escola de Comunicació i Arts de la Universitat de São Paulo l'any 1973. A continuació any, va fer pràctiques per treballar amb Anibal Massaini a la Boca do Lixo i també va dirigir un curtmetratge. Va treballar en diverses funcions, i va treballar en gairebé 15 pel·lícules durant el període que va estar a la universitat. El 1985, va dirigir el seu primer llargmetratge, A Marvada Carne, que va guanyar els premis a la millor pel·lícula, millor guió i millor Director al Festival de Gramado. Va guanyar els mateixos premis al mateix festival de cinema l'any 2001 per Memórias Póstumas.

## Filmografia
- Maldita Coincidência (1979; productor)
- Janete (1983; guionista)
- A Marvada Carne (1985; director)
- Anjos da Noite (1987; productor executiu)
- Capitalismo Selvagem (1993; director)
- Brevísimas Histórias de Gentes de Santos (1996; director; documental)
- Memórias Póstumas (2001; director)
- Reflexões de um Liquidificador (2010; director)